# Louis Fransen
Louis Fransen (Beerse, 10 oktober 1928 – Odawara, 26 april 2010) was een Belgisch keramiekkunstenaar die woonde en werkte in Japan.

## Biografie
Louis Fransen groeide op in Hoogstraten en werd leraar Latijn en Grieks. In 1964 behaalde hij ook een bachelor in oosterse filosofie en kunsten. Hij leerde Japans en tussendoor stichtte hij mede de kunstacademie IKO in Hoogstraten. In 1966 ging hij naar Japan en werd lector aan de Tokyo University of the Arts en hoogleraar in schilderkunst in Hachioji College.
De kennismaking met Hisao Taki, director van de Japan Traffic Cultural Assosiation is bepalend voor zijn verdere kunstenaarscarrière. Hij huwde in 1977 met Michiyo Ogata en wordt directeur van het Mordern Mural Arts Institute. In 1980 wordt hij medeoprichter van CREARE, een studio voor moderne monumentale kunst in Shigaraki.

## Werken
In 1984 plaatst hij in Hotelschool V.T.I. Spijker van Hoogstraten een keramiek werkstuk van ettelijke meters. Onderaan zien we de handtekening van de kunstenaar 'RUI', zijn Japanse naam sinds de toekenning van de Japanse nationaliteit in 1990. Het plaatje 'Modern Mural Arts Institute' vermeldt de firma die het kunstwerk vervaardigde.

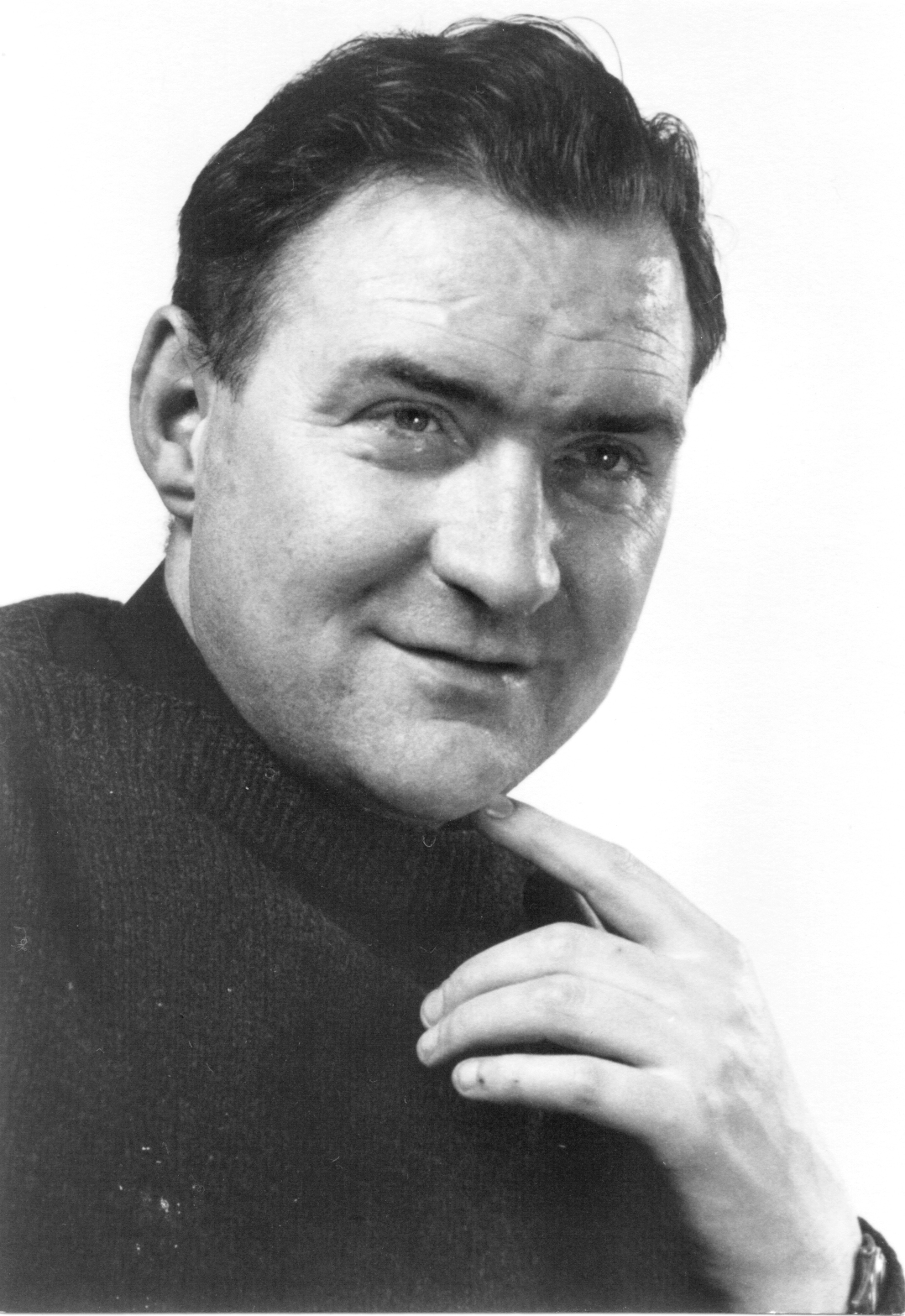
Louis Fransen

### Selectie uit zijn monumentaal werk[1]
- 1957-64: interieurdecoraties in de kerken van Scheut, o.a. kruisweg in Osaka.
- 1966: glasraam in Sakaikerk
- 1968: Himeji, wandkeramiek en glasraam
- 1971: kruisweg in keramiek in Tokio
- 1974: wandkeramieken in Kobe station
- 1974-78: olieverfschilderijen
- 1975: wandkeramiek in Tamachi station Tkio
- 1976: glasraam in Shinbasi station
- 1977: wandkeramiek in Kyoto
- 1978: glasraam en wandkeramiek in Tokio
- 1978: monument St-Xaverius in Kagoshima
- 1980-84: tientallen glasramen en keramieken in Japan
- 1985: glasramen en wandkeramiek in VTI &Hotelschool Spijker te Hoogstraten
- 1987: A song of life and water, glasraam
- 1988: Eternity, glasraam
- 1990: Four seasons glasramen, Atami
- 2000: Spring and autumn, glasramen Shirokane
- 2004: Mr.Fuji, Chubi international Airport
- 2010: Ibaraki Memories, glasraam in Ibaraki Airport